# Premiata Forneria Marconi

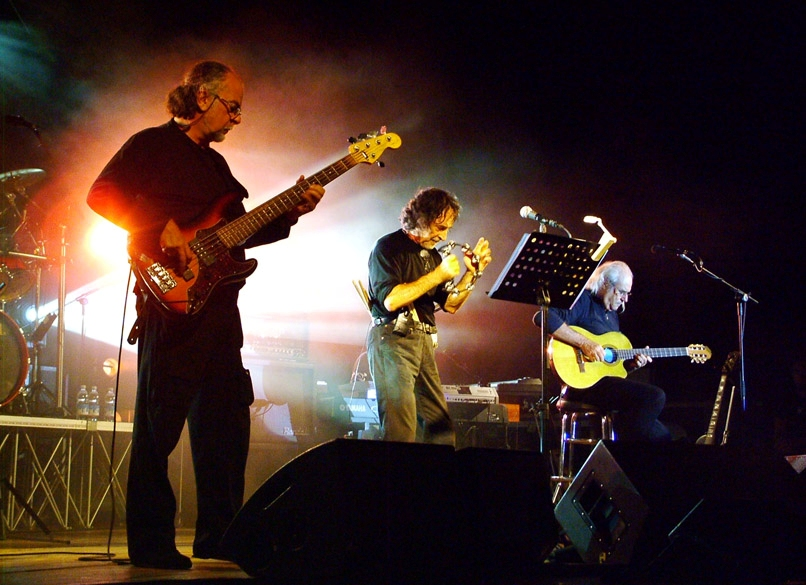

Premiata Forneria Marconi (с итал. — «Премированная Булочная Маркони»; позднее название сокращено до PFM) — итальянская группа прогрессивного рока, достигшая пика своей популярности в 1970-е годы, добившись успеха не только в родной стране, но и в Великобритании и США.
Будучи одной из многих итальянских прог-групп, таких как Banco del Mutuo Soccorso, Area, Le Orme и Perigeo, PFM были, пожалуй, единственными, добившимися признания за пределами Италии. В музыке группы чувствуется влияние таких классиков прогрессивного рока как Genesis, Flock, ранних King Crimson, однако при этом звучание группы отличается оригинальностью и особенным итальянским колоритом. В 1979-x — 1980-х годах провели серию концертов совместно с итальянским бардом Фабрицио Де Андре.

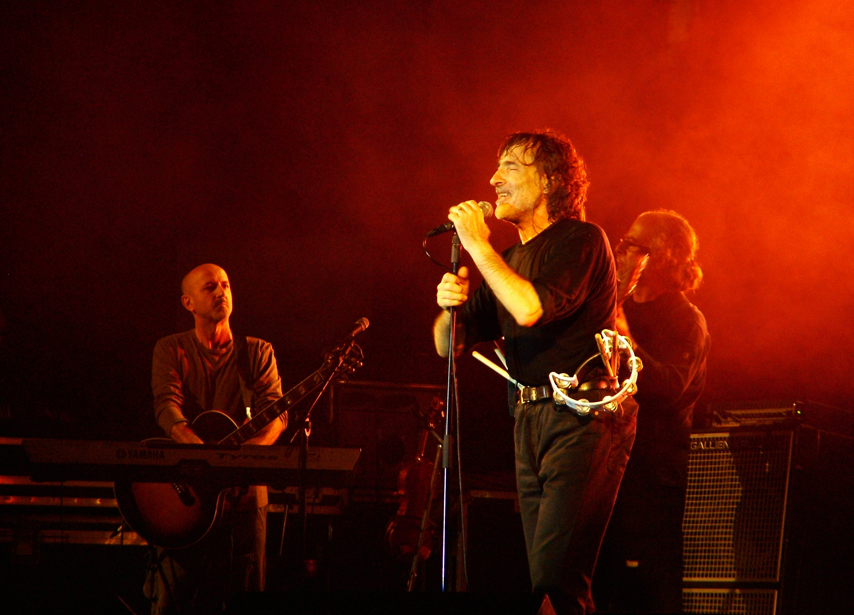

## Участники группы
текущий состав
- Франц Ди Чоччо — ударные, перкуссия, ведущий вокал, бэк-вокал (с 1970 года)
- Патрик Дживас — бас, программирование (с 1974)
- Марко Сфогли – электрогитара (с 2015)
- Лучио Фаббри — скрипка, клавишные (1979—1987, с 2000)
- Джанлука Тальявини — Фортепьяно, орган Хаммонда, минимуг, другие клавишные(с 2005)
- Пьеро Монтериси — дополнительные ударные (с 2006)

бывшие участники
- Флавио Премоли — фортепьяно, клавишные, меллотрон, синтезатор Муга, ведущий вокал (1970—1980, 1997—2005)
- Франко Муссида — акустическая гитара, электрическая гитара, 12 струнная гитара, мандолина, вокал (1970—2015)
- Мауро Пагани — флейта, пикколо, скрипка, вокал (1970—1976)
- Джорджио Пьяцца — бас (1970—1974)
- Бернардо Ланцетти — ведущий вокал, ритм-гитара (1975—1977)
- Грегори Блок — скрипка (1976—1977)
- Уолтер Каллони — дополнительные ударные (1982—1987)
- Роберто Gualdi — дополнительные ударные (1997—2005)

## Дискография

### Студийные альбомы
- Storia di un minuto (1972)
- Per un amico (1972)

Обложка альбома Jet Lag

- Photos of Ghost (1973, английская версия Per un amico)
- L'isola di niente (1974)
- The World Became the World (1974, английская версия L’isola di niente)
- Chocolate kings (1975)
- Jet lag (1977)
- Passpartù (1978)
- Suonare suonare (1980)
- Come ti va in riva alla città (1981)
- P.F.M.? P.F.M.! (1984)
- Miss Baker (1987)
- Ulisse (1997)
- Serendipity (2000)
- Dracula (2005)
- Stati di Immaginazione (2006)
- A.D. 2010 - La buona novella (2010)
- PFM in Classic – Da Mozart a Celebration (2013)
- Emotional Tatoos (2017)
- I Dreamed of Electric Sheep - Ho sognato pecore elettriche (2021)

### Концертные альбомы
- Live in USA (1974, также известен под названием Cook)
- Fabrizio De Andrè / PFM - In Concerto Vol 1 (1979)
- Fabrizio De Andrè / PFM - In Concerto Vol 2 (1979)
- Performance (1981)
- www.pfmpfm.it (1999)
- Live in Japan 2002 (2002)
- Piazza del Campo (2005)